# Церковь Пайде
Це́рковь Свято́го Креста́ в Па́йде — приходская церковь города Пайде, уезда Ярвамаа. Находится в ведении Конгрегации Святого Креста Пайде, входящей в Эстонскую евангелическо-лютеранскую церковь. Трёхнефный соборный храм, характерный для регионального контекста средневековой архитектуры, многократно перестраивался. В 1998 году церковь внесена в Государственный регистр памятников культуры Эстонии как памятник архитектуры.

## История
Деревянное здание церкви существовало в Пайде ещё в XIII веке. Сначала церковь находилась в орденском замке (городище), а затем и в городе, образовавшемся вокруг городища. Во времена Шведской Эстляндии, в 1703 году сгорело уже неоднократно перестраивавшееся деревянное здание церкви. В 1730 году было заново построено небольшое деревянное здание церкви на месте сгоревшей церкви.
В 1767 году началось строительство новой каменной церкви на центральной площади города. В 1771 году был заложен краеугольный камень здания новой церкви. Из-за финансовых трудностей здание церкви было построено только к 1786 году. Освящение новой церкви произвёл пастор Ярвинского пробства Иоганн Фридрих Ринне.
Стены церкви и башни были сложены из местного строительного материала — известняка. Потолок церкви был деревянный, не сводчатый, покрытый известковой штукатуркой.
10 мая 1845 года церковь была уничтожена пожаром. Был организован сбор пожертвований, общая сумма которых составила 10480 рублей. Известно, что 500 рублей пожертвовал император Николай I. 
В 1848 году было завершено строительство новой церкви по проекту Готфрида Мюльхаузена (Johann Gottfried Mühlenhausen). Здание было построено в стиле позднего классицизма с элементами необарокко. Внешний вид церкви был сформирован округлыми окнами, рельефно обрамлёнными штукатуркой, а также размещённым в левом крыле порталом и декоративной штукатуркой в цокольной части и на углах здания.
В 1909—1910 годах были сделаны последние пристройки — западный вход в церковь, притвор, лестничные приходы на хоры, алтарь в восточной части.

## Особенности архитектуры и интерьера
Церковь Святого Креста в Пайде — самобытное сооружение среди эстонских церквей, так как её башня расположена не в западной части, а в центре, в южной части здания. Объясняется это тем, что новое здание и башню возводили на старом фундаменте и с юга от церкви городская площадь уже была сформирована. Позднее, в ходе перестройки, здание церкви расширили по обе стороны от башни.
Интерьер церкви скромен. Хоры отделяет от нефа широкая арка. Главными элементами в устройстве церкви являются алтарь и кафедра в стиле необарокко. В алтарной нише настенная роспись пайдеского художника Августа Роозилехта. Алтарную картину написал с оригинала, находящегося в Санкт-Петербурге, художник Баранофф, живущий в Вяэтса. Особый интерес представляют витражные окна работы известного мастера Эрнеста Тоде. В церкви находится памятник прихожанам, погибшим в годы Эстонской освободительной войны, и мемориальные доски эстонским полицейским, погибшим при исполнении служебных обязанностей и в лагерях для военнопленных в СССР.

## Современное состояние
В настоящее время церковь функционирует, регулярно по воскресеньям проводятся богослужения, работает воскресная школа. Благодаря хорошей акустике и орга́ну, изготовленному в 1933 году братьями-мастерами Крийза, церковь в Пайде используется в торжественных случаях в качестве концертного зала.
При инспектировании 2 ноября 2023 года состояние церкви оценено как хорошее.